# Wartberg an der Krems
Wartberg an der Krems est une commune autrichienne du district de Kirchdorf en Haute-Autriche.